# Berta Golob
Berta Golob, slovenska pisateljica, pesnica, knjižničarka, lektorica, učiteljica * 9. avgust 1932, Kranj.

## Življenjepis
»Živim iz dneva v dan, ampak ne v tri dni.«
— Intervju ob osemdesetletnici, Gorenjski Glas 17. avgust 2012.
Berta Golob izhaja iz delavsko-kmečke družine iz Struževega pri Kranju. Pri petih letih ji je umrla mati.
Osnovno šolo je obiskovala v Kranju. Leta 1951 se je po maturi na kranjski gimnaziji vpisala na Filozofsko fakulteto v Ljubljani, kjer je leta 1957 diplomirala iz slovenščine in srbohrvaščine. 
Leta 1957 je dobila prvo zaposlitev v OŠ Matije Valjavca Preddvor na Gorenjskem, kjer je petnajst let poučevala slovenski jezik. Med letoma 1971 in 1975 je vodila pionirski oddelek v Osrednji knjižnici Kranj, od leta 1971 pa do 1977 je honorarno predavala kulturo ustnega in pisnega izražanja (KUPI) na Pedagoški akademiji v Ljubljani (Oddelek za socialno pedagogiko). Osem let je bila lektorica dnevnoinformativnega programa na Radiu Slovenija. Med letoma 1973 in 1979 je delovala kot urednica didaktike slovenskega jezika in književnosti v reviji Jezik in slovstvo. V letih pred upokojitvijo, ki je sledila leta 1989, je opravljala delo pedagoške svetovalke v kranjski enoti Zavoda RS za šolstvo. Od leta 1991 naprej poučuje verouk v župniji Sv. Modesta v Kranju.

## Delo
Delovala je kot učiteljica slovenščine, knjižničarka in lektorica, poleg tega pa je še vedno tudi pisateljica in pesnica, več njenih del je tudi uglasbenih. Vsa službena leta je bila dejavna na mnogih področjih, kot mentorica bralne značke, kjer si je vedno prizadevala za odprt seznam, pisala je članke v revijah in časopisih, sodelovala  je pri oblikovanju osnovnošolskih beril in jezikovnih priročnikov, napisala pa je tudi mnogokatero spremno besedo za knjige slovenskih pisateljev. Otrokom je v knjigah Žive besede (1982), Sporočanje v Ptičjem logu (1984), Igrarije - besedne čarovnije (1988), Jezikovni vozli (1990), Dežela Slovničarija (1992), Slovnica, odčarana čarovnica (1995) ter Vejica, nagajiva smejica (1998) na igriv način posredovala jezikovno znanje. Jezikovne slikanice so prvo tovrstno obsežno jezikovno gradivo na slovenskem in na izviren način otroke vodijo k razumevanju jezikovnih zakonitosti. Za delo Žive besede je leta 1982 prejela tudi Levstikovo nagrado. 
V strokovnih revijah in glasilih (Jezik in slovstvo, Sodobna pedagogika, Mentor, Vzgoja in izobraževanje idr.) je objavljala članke s področja didaktike slovenskega jezika in didaktike slovenske književnosti, pri čemer je svoje izkušnje povezovala s teoretičnim znanjem: Interpretacija poezije, To in ono o obveznem čtivu, Dijaške interpretacije, Šolske naloge in poprave, Pisno sporočanje, Nareki, Vzorno mentorstvo, Bralna značka – gibanje potrebuje osvežitev, Vsak poskus se ne posreči, Kako urejamo pionirska šolska glasila, Vpliv sredstev javnega obveščanja na jezik v šolskih glasilih itd.
Piše kratko prozo o otrocih in o svoji mladosti: Sovražim vas (1976), Drobne zgodbe (1980), Šolske razglednice (1990) idr. Z željo zapisati narodopisne, bajeslovne in verske vsebine iz okruškov avtentičnega spomina na preteklost, je avtorica napisala dela Skrinja iz babičine bale (1983), Kako visoko je nebo (1990), Bela žena, divji mož (1997) in Zrna dedove modrosti (2000).
V revijah Pionir, Kurirček in Ciciban je objavljala predstavitve slovenskih umetnikov: pesnike, pisatelje, glasbenike, slikarje, igralce idr. Preko intervjujev, literarnih portretov, literarnih pisem ter leksikonskih zapisov je želela osnovnošolcem približati umetniška dela in jim podati vzorec, kako na podlagi slovstvenega znanja navezati stik z ustvarjalcem. Portrete slovenskih pisateljev in intervjuje s pisatelji  je nato zbrala v knjigah Znani obrazi (1980), Srce ustvarja, roka piše (1983) in Do zvezd in nazaj (1995). Objavljala je tudi lastne literarne prispevke. V Cicibanu je v letu 1991-1992 objavljala kratke pravljice o oblakih: Oblaki divjaki, Oblaček brkaček, Oblaki dežaki idr. V reviji Kurirček (nato Kekec) je objavljala zgodbe Breza, Kalanova Mana, Mlinarjev Peter idr. Sledile so zgodbe iz njenega otroštva v predvojnem in vojnem času, katere je nato zbrala v knjigo Drobne zgodbe. Nadaljevala je z zgodbami z narodopisno vsebino: Hiralnica, Spomini na stare čase, Temni dnevi in svetel dan, idr. Ta besedila je zbrana in urejena objavila v knjigi Skrinja iz babičine bale. Objavljala je tudi mitološke zgodbe: Vile, Škratje, Divji mož idr. Prispevke Berte Golob je mogoče najti tudi v revijah in časnikih Pionir in PIL (prej pionirski list), Otrok in družina, Delo, Ognjišče, Družina, Gorenjski glas, Naša žena, Božje iskrice, ter tudi v zamejskih revijah: v celovškem Mladem rodu, tržaškem Galebu in goriškem Pastirčku. 
Objavila je številne knjige z versko tematiko, med njimi tudi pet zbirk poezij: Med nama, Gospod (1992), Senca svetlobe (1999), Z Gospodom na križevem potu (2000), Vse to se je zgodilo (2009), Srce, ki ljubi vse ljudi (2011).
Skupaj s Francetom Žagarjem je pisala osnutke za televizijske oddaje Zdaj pa po slovensko. Prispevala je dvainsedemdeset scenarijev za TV oddajo Radovedni Taček ter nekaj besedil za otroško televizijsko oddajo Iz popotne torbe. Sodelovala je pri radijski oddaji Duhovna misel ter pri televizijski seriji Ozare, v kateri je tudi nastopala. Napisala je tudi dramo Pri nas je veselo (2001).

## Priznanja in nagrade
- Levstikova nagrada za poljudnoznanstveno delo Žive besede, leta 1982
- Trubarjeva plaketa Zveze kulturnih organizacij Slovenije za prizadevanje na področju literarnega dela z mladino.
- Prešernova nagrada Gorenjske za krepitev bralne kulture.
- Žagarjeva nagrada za pedagoško, didaktično, strokovno in mentorsko publicistično delo.
- Slomškovo priznanje: v letu 2010 je Berta Golob prejela naziv častnega člana

### Leposlovje

#### Proza
- Sovražim vas (1976) (COBISS)
- Drobne zgodbe (1980) (COBISS), (1986)(COBISS)
- Skrinja iz babičine bale (1983) (COBISS), Babičina skrinja (besedila povzeta iz knjige Skrinja iz babičine bale), (1986) (COBISS) zvočni posnetek
- Kako visoko je nebo (1990) (COBISS)
- Šolske razglednice (1990) (COBISS)
- Bela žena, divji mož (1997) (COBISS)
- Daljna preteklost naše vasi (1997) (COBISS)
- Kam ljudje hitijo? (1999) (COBISS)
- Marijine srajčke (1999) (COBISS)
- Zrna dedove modrosti (2000) (COBISS)
- Kam ta romar roma (2000) (COBISS)
- Napisal je knjigo (2001) (COBISS)
- Pogledi s hišnega praga (2003) (COBISS)
- Sandale in sari: blažena Mati Terezija iz Kalkute (2004) (COBISS)
- Svetilniki (2006) (COBISS)
- Kje je sreča doma? (2007) (COBISS)
- Kruh življenja, miru in dobrote: sv. Elizabeta Avstroogrska: 800-letnica njenega rojstva (2008) (COBISS)
- Preprosto pismo v raj (2008) (COBISS)
- Lastovka išče dom (2010) (COBISS)

#### Poezija
- Med nama, Gospod (1992) (COBISS)
- Senca svetlobe (1999) (COBISS)
- Z Gospodom na križevem potu (2000) (COBISS)
- Vse to se je zgodilo (2009) (COBISS)
- Srce, ki ljubi vse ljudi (2011) (COBISS)

#### Igre
- Slomškova pot v nebo (1999) (COBISS) zvočni posnetek
- Pri nas je veselo: sedem igric za otroke (2001) (COBISS)

#### Prevodi
- Zgodba o Mojzesu (2005) (COBISS)
- Zgodba o stvarjenju (2005) (COBISS)
- Jezusovi čudeži (2005) (COBISS)
- Radost oznanjam (2005) (COBISS)
- Živahno Sveto pismo v zgodbah (2007) (COBISS)
- Medvedkovo Sveto pismo: Božja beseda za Rjavčka medveda (2009) (COBISS)

### Poljudnostrokovno

#### Jezikovne slikanice
- Žive besede (1982) (COBISS)
- Sporočanje v Ptičjem logu (1984) (COBISS)
- Jezikovni vozli (1988) (COBISS)
- Igrarije, besedne čarovnije (1988) (COBISS)
- Dežela Slovničarija (1992) (COBISS)
- Slovnica, odčarana čarovnica (1995) (COBISS)
- Vejica, nagajiva smejica (1998) (COBISS)

#### Jezikovne radijske igre
- Igrarije - besedne čarovnije; Samostalniki (1988) (COBISS)
- Nekoč ni bilo; Skloni - konji osedlani (1988) (COBISS)
- Čudoviti svet besed; Od pike do pike (1993) (COBISS)

#### Slovstvena zgodovina
- Znani obrazi (1980) (COBISS), (1981) (COBISS), (1985) (COBISS)
- Srce ustvarja, roka piše: srečanja z mladinskimi pisatelji (1983) (COBISS)
- Do zvezd in nazaj (1995) (COBISS)

### Pedagoško
- Kažipotja med šolo in domom (1990) (COBISS)
- Daljave prihodnosti (1999) (COBISS)

### Versko
- Na tem kraju bom delila mir (1992) (COBISS)
- O nerodovitni smokvi (1994) (COBISS)
- O bahavem in skromnem možu (1994) (COBISS)
- O sejalcu in semenu (1994) (COBISS)
- O izgubljenem sinu: svetopisemska prilika (1995) (COBISS)
- Po poti svetosti (1998) (COBISS)
- Črna suknja: Friderik Irenej Baraga (2002) (COBISS)
- Pod križem močna žena (2002) (COBISS)
- Skriti zaklad: premišljevanje skrivnosti rožnega venca (2003) (COBISS)
- Bodi svetloba: krščanstvo – izročilo in sporočilo (2003) (COBISS)
- V zrcalu evharistije (2009) (COBISS)
- Mučenec Lojze Grozde: »jaz sem neskončno drevo« (2010) (COBISS)

#### Šmarnično branje
- Tako zelo človeška: šmarnice za otroke (1990) (COBISS)
- Svetniki - božji prijatelji: šmarnično branje za otroke (2002) (COBISS)
- Marija Pomagaj je tvoje ime: ob 100-letnici kronanja Marije Pomagaj: šmarnice za leto 2007 (2007) (COBISS)
- Med Belim in Modrim Nilom: šmarnice o misijonarju Ignaciju Knobleharju za leto 2008 ob 150-letnici njegove smrti (2008) (COBISS)

#### Veroučni učbeniki
- Jezus nas ima rad: priročnik za predšolsko versko vzgojo (1993) (COBISS)
- Jezus, moj prijatelj: molitvenik za božje otroke (2001)  (COBISS)

#### Pobarvanke
- K blagoslovu nesejo veseli (1994) (COBISS)
- Sveti Miklavž: pobarvanka (1994) (COBISS)
- Pastirica Urška (1994) (COBISS)
- Sveti Martin (1995) (COBISS)
- Anton Martin Slomšek (1996) (COBISS)
- Sveti Frančišek, brat cvetic in živali (1997) (COBISS)
- Škof Baraga (1997) (COBISS)
- Mati Terezija, dobri angel Kalkute (1998) (COBISS)
- Blaženi škof Anton Martin (1998) (COBISS)
- Marija Pomagaj na Brezjah (1998) (COBISS)
- Sveti Jurij – Zeleni Jurij (1999) (COBISS)
- Janez Krstnik (2000) (COBISS)
- K sveti maši gremo (2002) (COBISS)
- Božič prihaja (2003) (COBISS)
- Oče Damijan: misijonar, ki je objemal gobavce (2009) (COBISS)

### Berila in učbeniki (soavtorica)
- Hiša, hiška, hiškica: slovensko berilo za drugi razred osnovne šole (1991) (COBISS)
- Babica, ti loviš!: slovensko berilo za tretji razred osnovne šole (1992) (COBISS)
- Na krilih besed: slovensko berilo za četrti razred osnovne šole (1993) (COBISS)
- Sreča se mi v pesmi smeje: slovensko berilo za šesti razred osnovne šole (1997) (COBISS)
- Kdo se skriva v ogledalu?: slovensko berilo za peti razred osnovne šole (1998) (COBISS)
- Sreča se mi v pesmi smeje: berilo za sedmi razred 9-letne osnovne šole (1999) (COBISS)
- Babica, ti loviš!: berilo za četrti razred 9-letne in tretji razred 8-letne osnovne šole (2002) (COBISS)
- Sreča se mi v pesmi smeje: berilo za šesti razred osemletne in sedmi razred devetletne osnovne šole (2002) (COBISS)
- Na krilih besed: berilo za slovenščino - književnost v petem razredu 9-letne in četrtem razredu 8-letne osnovne šole (2003) (COBISS)
- Kdo se skriva v ogledalu?: berilo za šesti razred 9-letne in peti razred 8-letne osnovne šole (2004) (COBISS)
- Berilo za sedmi razred 9-letne osnovne šole: sreča se mi v pesmi smeje: učbenik, prilagojen za slabovidno mladino (2008) (COBISS)
- Kdo se skriva v ogledalu?: berilo za 6. razred osnovne šole: učbenik, prilagojen za slabovidne učence (2007) (COBISS)